# Valentina Giacinti
Valentina Giacinti (Trescore Balneario, 2 gennaio 1994) è una calciatrice italiana, attaccante del Galatasaray e della nazionale italiana.
Vanta tre titoli di capocannoniera del campionato italiano di Serie A: uno a testa con Mozzanica (2015-2016), Brescia (2017-2018) e Milan (2018-2019).
Nel 2024 viene introdotta nella Hall of Fame del calcio italiano.

## Caratteristiche tecniche
È un'attaccante centrale con grandi capacità di attaccare la profondità e abile nella rifinitura. È letale sotto porta, ma anche generosa nel far salire la squadra, e può rivelarsi pericolosa anche in contropiede. Il suo piede preferito è il destro.
Ha dichiarato di ispirarsi ad Álvaro Morata.

## Carriera

### Club

#### Atalanta
Cresciuta nelle file dell'Atalanta, esordisce in Serie A il 30 gennaio 2010 al 65' dell'incontro con il Graphistudio Tavagnacco. Nel resto del campionato collezionerà complessivamente 10 presenze senza però marcare nessuna rete. L'anno successivo diventa titolare e riesce a segnare 15 reti in 21 presenze, segnando anche una tripletta all'esordio in campionato, il 26 settembre 2010, contro l'Entella Chiavari. L'anno successivo segna altre 19 reti in 25 presenze, con un'altra tripletta, il 22 aprile 2012 contro la Juventus Torino. In tre anni, colleziona complessivamente tra campionato e Coppa Italia 61 presenze con la maglia dell'Atalanta, segnando 36 reti.

#### Napoli

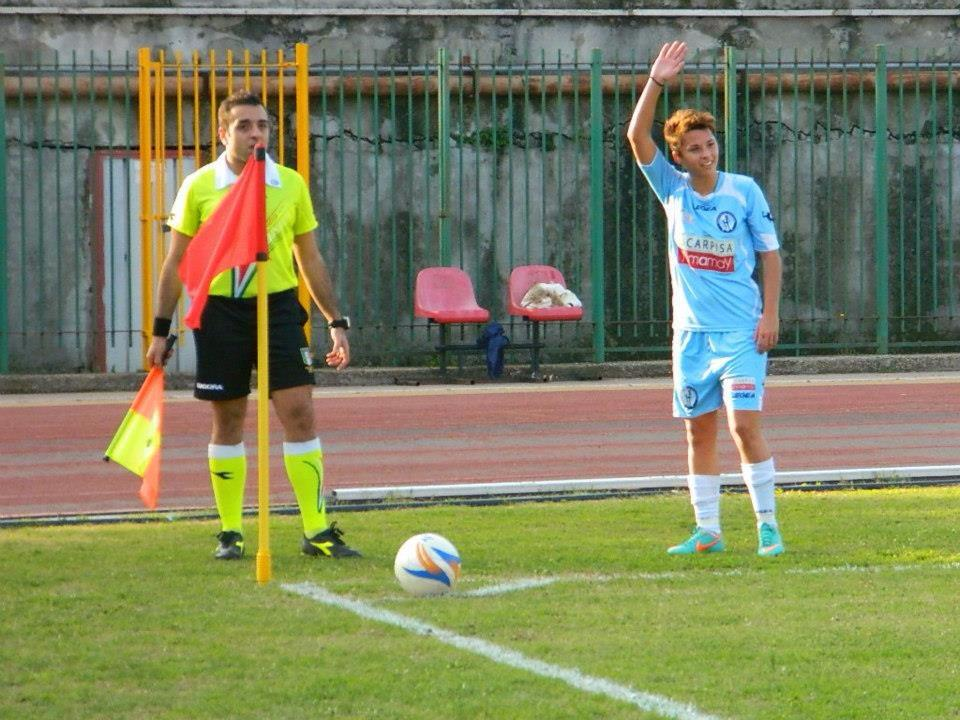
Giacinti con la maglia del Napoli nel 2013, mentre si appresta a battere un calcio d'angolo.

Il 17 luglio 2012 viene ufficializzato il suo passaggio al Napoli. Segna la sua prima rete in maglia azzurra il 2 settembre 2012, al suo esordio in Coppa Italia allo Stadio Gino Salveti di Cassino contro il Caira, mentre la prima rete in Serie A, sempre con la maglia del Napoli, arriva il 3 novembre 2012 alla settima giornata, quando marca il gol partita in trasferta contro il Torino. La prima rete casalinga con la maglia delle azzurre arriva invece alla decima giornata, il 24 novembre 2012, contro la Fiammamonza. La prima doppietta in maglia Azzurra arriva il 16 febbraio 2013, a Mortegliano contro il Chiasiellis, mentre la prima doppietta interna la segna sette giorni dopo, il 23 febbraio 2013 contro il Torino. Il 2 marzo 2013 segna la sua prima tripletta in Serie A e con la maglia del Napoli sul campo della Fortitudo Mozzecane.

#### Prestito al Seattle
A fine stagione, viene girata in prestito dal Napoli al Seattle P.H.A. negli Stati Uniti d'America dove sceglie il numero 45. Esordisce nella WPSL il 9 giugno 2013 contro lo Spokane. Segna la prima rete con il Seattle il 14 giugno contro l'Emerald e la sua prima doppietta il 23 giugno contro il Bend Timbers. Conclude la stagione americana vincendo il campionato dello Stato di Washington e la Coppa Nazionale (l'Evergreen Cup).

#### Mozzanica
Il 17 luglio 2013 viene ufficializzato il suo trasferimento al Mozzanica, con il quale esordisce il 5 ottobre contro la Res Roma, gara nella quale viene anche espulsa. Segna la sua prima rete (e doppietta personale) il 26 ottobre contro la Scalese. Alla sua prima stagione con la maglia biancazzurra contribuisce a raggiungere il settimo posto in Serie A e gli ottavi di finale di Coppa Italia.
Nelle stagioni successive condivide con le compagne posizioni di vertice nel campionato italiano e buoni risultato in Coppa, il migliore dei quali fu il terzo posto in Serie A 2014-2015, al quale si uniscono due quarti posti (2015-2016 e 2016-2017), e per tre stagioni di seguito, dalla 2013-2014 alla 2015-2016, semifinalista di Coppa Italia. A queste prestazioni si aggiunge anche il titolo di capocannoniere della Serie A nella stagione 2015-2016, con 32 reti nelle 22 partite in cui è scesa in campo.

#### Brescia
Nell'estate 2017 viene ufficializzato il suo passaggio al Brescia per vestire la maglia delle leonesse dalla stagione entrante, dandole così l'opportunità di fare il suo esordio in UEFA Women's Champions League.
Con il Brescia vince la Supercoppa italiana contro la Fiorentina (terzo trofeo individuale per l'attaccante bergamasca, dopo i due titoli vinti in America), mentre in campionato si laurea per la seconda volta capocannoniera, con 21 reti, con le quali contribuisce a far raggiungere lo spareggio finale per lo scudetto alla formazione bresciana (tuttavia le leonesse si arrenderanno ai rigori contro la Juventus).

#### Milan
All'acquisizione del titolo sportivo del Brescia da parte del Milan l'11 giugno 2018, Giacinti si aggrega sin da subito alla neonata sezione femminile milanista. Per il secondo anno consecutivo, nel campionato seguente (terza volta in totale) si è laureata capocannoniera con 21 reti in 21 partite disputate.
A partire dalla stagione 2019-2020, in seguito al trasferimento di Daniela Sabatino al Sassuolo, diventa il nuovo capitano della squadra. Tuttavia uno scontro di gioco avvenuto durante il match casalingo contro il Tavagnacco, dal quale riporterà un trauma cervicale che la terrà lontana dai campi da gioco per alcune giornate, e l'interruzione forzata del campionato a causa della pandemia di COVID-19 le impediscono di andare oltre i 9 gol.
La stagione successiva si rivela invece decisiva per Giacinti, che assurge definitivamente a leader delle rossonere: grazie ai suoi 18 gol in campionato, porta la squadra alla prima storica qualificazione in UEFA Women's Champions League con il secondo posto in classifica, alle spalle della Juventus. Tra le partite più rilevanti vi è il Derby, disputatosi il 28 marzo 2021 sul terreno dell'Inter e terminato 4-1 per le rossonere, dove l'attaccante bergamasca ha messo a segno tutti e quattro i gol del Milan.
Raggiunge anche la finale di Coppa Italia, dove però il suo Milan si arrende ai rigori contro la Roma.
Nella quarta stagione in rossonero Giacinti mette a segno i suoi primi 2 gol in Women's Champions League, in occasione della vittoria per 2-1 contro lo Zurigo.
In campionato, in occasione della vittoria per 4-0 contro il Verona alla 1ª giornata, mette a segno una doppietta che le consente di diventare la prima giocatrice a tagliare il traguardo dei 50 gol in Serie A con la maglia rossonera.
Nel corso della stagione, tuttavia, a causa di alcune frizioni con lo staff tecnico, perde il ruolo di capitano della squadra, a favore di Valentina Bergamaschi. Nel corso del girone d'andata di campionato ha messo a segno 7 reti, delle quali 4 nella vittoria per 8-1 sulla Lazio alla terza giornata.
Chiude la sua esperienza in rossonero con un totale di 86 presenze e 66 reti, di cui 55 in Serie A, 8 in Coppa Italia, 1 in Supercoppa italiana e 2 in Women's Champions League.

#### Prestito alla Fiorentina
All'inizio di gennaio 2022, pochi giorni prima dell'avvio del girone di ritorno, viene ufficializzato il suo passaggio in prestito fino al termine della stagione alla Fiorentina.
La prima rete in maglia viola arriva il 22 gennaio, nella partita pareggiata per 2-2 contro la Juventus.
Il 20 marzo, durante il match casalingo contro il Verona (le viola vinceranno 6-0), subisce un infortunio, ed è costretta ad uscire anzitempo – minuto 35 – dal campo: le analisi riporteranno un trauma contusivo al ginocchio sinistro. Ritornerà a disposizione di Patrizia Panico dopo 1 mese, a due giornate dal termine del campionato. Torna a calcare il campo all'ultima giornata, subentrando al 63º minuto a Margherita Monnecchi, in occasione del derby contro l'Empoli, dove mette a segno una doppietta, dando così il suo contributo per la salvezza delle viola dalla retrocessione, e riuscendo a raggiungere i 10 gol in campionato.

#### Roma
Il 21 luglio 2022 viene ufficializzato il suo trasferimento alla Roma.
Il suo esordio nelle competizioni ufficiali con le giallorosse arriva il 18 agosto, in occasione del debutto della squadra capitolina in UEFA Women's Champions League, partita valevole per la semifinale del playoff della competizione, contro il Glasgow City.
La sua prima rete in maglia giallorossa arriva il 28 agosto, in occasione della vittoria esterna per 2-0 contro il Pomigliano, alla 1ª giornata di campionato.
Si ripete il successivo 10 settembre, dove trova il suo primo gol casalingo con la casacca giallorossa, andando a segno contro il Milan, la sua ex squadra.
Il 20 ottobre ritrova il gol anche in Women's Champions League, in occasione della prima gara della fase a gironi, in cui le giallorosse vincono contro lo Slavia Praga, grazie proprio alla sua rete.
Il 5 novembre, allo stadio Ennio Tardini di Parma, vince con le giallorosse la Supercoppa italiana 2022, battendo ai rigori la Juventus per 4-3, dopo il pareggio maturato nei 120 minuti (Giacinti ha messo a segno il gol del momentaneo vantaggio romanista nel primo tempo).
Il 29 gennaio 2023 realizza la sua prima doppietta in maglia giallorossa, in occasione del successo per 5-0 sul Sassuolo..
L'11 febbraio, in occasione del successo casalingo contro l'Inter, disputa la sua 250ª partita in Serie A. Il 15 aprile, in occasione di un altro incontro contro le nerazzurre (questa volta in trasferta allo stadio Ernesto Breda) terminato 6-1 per le Lupe, diventa la prima attaccante giallorossa a raggiungere i 12 gol in un singolo campionato. Il 29 aprile, in occasione della vittoria per 2-1 in casa contro la Fiorentina, vince il suo primo scudetto in Italia.
Il 13 febbraio 2024, in occasione della vittoria casalinga contro il Sassuolo per 3-0, realizza la sua prima tripletta con la maglia giallorossa, che le consente di superare il traguardo individuale dei 200 gol in Serie A. Dopo aver contribuito alla vittoria del secondo campionato consecutivo, nonché della Coppa Italia, nel giugno del 2024 rinnova il proprio contratto con la Roma fino al 30 giugno 2027, tuttavia il 29 luglio 2025, a seguito di una stagione al di sotto delle aspettative (segnerà 13 gol in totale, di cui solo 6 in campionato), viene ufficializzato il suo addio ai colori giallorossi, sancito tramite la risoluzione del contratto, dopo aver disputato 120 partite ed aver segnato 51 reti.

#### Galatasaray
Il 1º agosto 2025 il Galatasaray ufficializza l'ingaggio dell'attaccante bergamasca.

### Nazionale

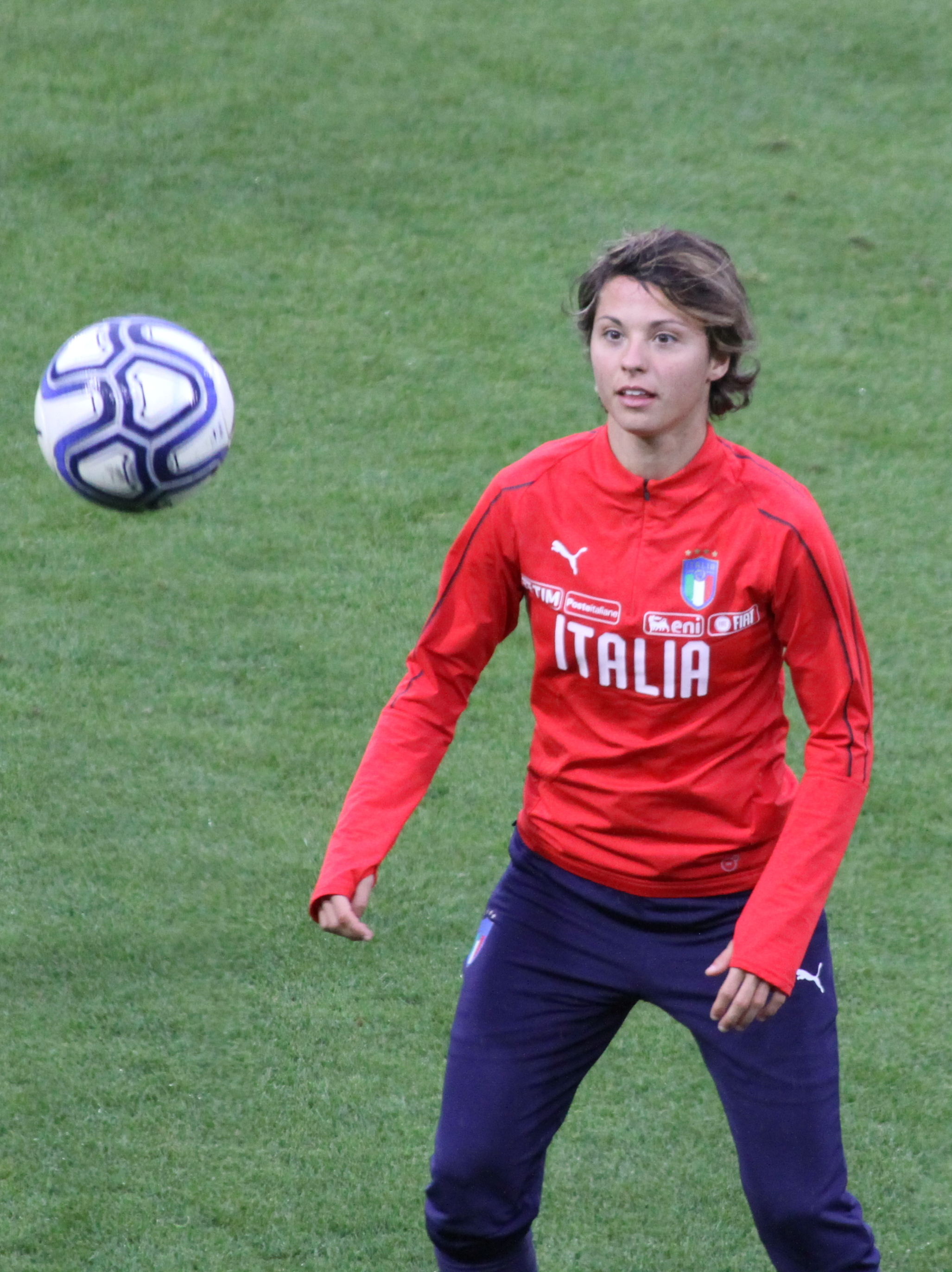
Giacinti in riscaldamento prepartita con la nazionale italiana nel 2018

Entrata nel giro delle nazionali giovanili, dopo una serie di convocazioni debutta con la maglia dell'Italia Under-17 il 20 settembre 2010, in occasione delle qualificazioni all'edizione 2011 del campionato europeo di categoria, dove incontrò le pari età bulgare nella partita vinta per 4-0 dalle Azzurrine. In quell'occasione firma la sua prima doppietta.. Due giorni dopo firma una tripletta contro la Lituania. Colleziona complessivamente 6 presenze e 6 reti complessivamente nel torneo. Il 10 settembre 2012 viene convocata per l'Italia under 19, con cui esordisce il 20 ottobre 2012 segnando subito due reti nelle prime tre gare delle qualificazioni all'Europeo 2013 Under-19. Il 6 aprile 2013 segna la sua terza rete con la maglia delle Azzurrine under 19, collezionando anche la sua prima espulsione (fallo di reazione) all'86' di gioco.
Nel 2015 il commissario tecnico Antonio Cabrini la chiama a vestire la maglia della nazionale maggiore, inserendola in rosa nella formazione che affronta le qualificazioni al campionato europeo 2017. Il suo debutto in una competizione UEFA avviene il 18 settembre 2015 allo stadio Alberto Picco di La Spezia, quando scende in campo nella partita vinta per 6-1 sulla Georgia; partita come riserva, entra al 70' in sostituzione di Daniela Sabatino. Convocata per la Cyprus Cup 2019, ha realizzato una doppietta in entrambe le prime due partite del girone contro il Messico e l'Ungheria. Nel 2019 ha giocato titolare nel mondiale femminile in Francia contro il Brasile. Ha segnato il suo primo gol al campionato mondiale 2019 nel primo tempo dell'ottavo di finale contro la Cina, portando la nazionale italiana in vantaggio sull'avversaria per 1-0. La partita si è conclusa poi per 2-0 grazie alla marcatura di Galli del secondo tempo.
Viene convocata dalla CT Milena Bertolini per l'Algarve Cup 2022, torneo in cui mette a segno 2 gol, di cui il primo al secondo turno eliminatorio contro la Norvegia (partita vinta 2-1 dalle Azzurre) ed il secondo in finale contro la Svezia (partita terminata 1-1 e risoltasi ai rigori con la vittoria delle scandinave per 6-5), conquistando il titolo di miglior marcatrice del torneo a pari merito con l'attaccante norvegese Celin Bizet Ildhusøy.
Ottiene la convocazione per l'Europeo 2022, dove tuttavia non riuscirà a segnare nessun gol, e le Azzurre verranno eliminate già nella fase a gironi, mentre a settembre 2022, convocata per le ultime due gare valevoli per la qualificazione al Mondiale di Australia-Nuova Zelanda 2023, contro Moldavia e Romania, mette a segno in totale 3 reti, rispettivamente doppietta contro la Moldavia (0-8) e gol contro la Romania (2-0), rivelatesi decisive per il passaggio diretto del turno (grazie al primo posto nel girone, a discapito della Svizzera) e la qualificazione al mondiale.
Dopo essere stata convocata da Bertolini per il Mondiale australiano-neozelandese, in cui l'attaccante bergamasca non riuscirà a segnare neanche un gol (e la nazionale verrà eliminata alla fase a gironi) – questa sarà l'ultima esperienza per la CT emiliana, prima di lasciare la panchina azzurra – viene convocata dal nuovo tecnico Andrea Soncin per la fase a gironi della UEFA Women's Nations League 2023-2024, in cui Giacinti trova il suo primo gol in occasione della 4ª partita, che vede le Azzurre pareggiare per 1-1 contro la Svezia.

## Statistiche
Statistiche aggiornate al 17 maggio 2025.

### Presenze e reti nei club
| Stagione         | Squadra          | Campionato       | Campionato | Campionato | Coppe nazionali | Coppe nazionali | Coppe nazionali | Coppe internazionali | Coppe internazionali | Coppe internazionali | Altre coppe | Altre coppe | Altre coppe | Totale | Totale |
| Stagione         | Squadra          | Comp             | Pres       | Reti       | Comp            | Pres            | Reti            | Comp                 | Pres                 | Reti                 | Comp        | Pres        | Reti        | Pres   | Reti   |
| ---------------- | ---------------- | ---------------- | ---------- | ---------- | --------------- | --------------- | --------------- | -------------------- | -------------------- | -------------------- | ----------- | ----------- | ----------- | ------ | ------ |
| 2009-2010        | Atalanta         | A                | 10         | 0          | CI              | 1               | 0               | -                    | -                    | -                    | -           | -           | -           | 11     | 0      |
| 2010-2011        | Atalanta         | A2               | 21         | 15         | CI              | 3               | 2               | -                    | -                    | -                    | -           | -           | -           | 24     | 17     |
| 2011-2012        | Atalanta         | A2               | 25         | 19         | CI              | 1               | 0               | -                    | -                    | -                    | -           | -           | -           | 26     | 19     |
| Totale Atalanta  | Totale Atalanta  | Totale Atalanta  | 56         | 34         |                 | 5               | 2               | -                    | -                    | -                    | -           | -           | -           | 61     | 36     |
| 2012-2013        | Napoli           | A                | 29         | 17         | CI              | 5               | 2               | -                    | -                    | -                    | -           | -           | -           | 34     | 19     |
| 2013             | Seattle          | WPSL             | 6          | 4          | -               | -               | -               | -                    | -                    | -                    | -           | -           | -           | 6      | 4      |
| 2013-2014        | Mozzanica        | A                | 26         | 19         | CI              | 4               | 3               | -                    | -                    | -                    | -           | -           | -           | 30     | 22     |
| 2014-2015        | Mozzanica        | A                | 26         | 21         | CI              | 6               | 6               | -                    | -                    | -                    | -           | -           | -           | 32     | 27     |
| 2015-2016        | Mozzanica        | A                | 22         | 32         | CI              | 6               | 9               | -                    | -                    | -                    | -           | -           | -           | 28     | 41     |
| 2016-2017        | Mozzanica        | A                | 22         | 14         | CI              | 4               | 5               | -                    | -                    | -                    | -           | -           | -           | 26     | 19     |
| Totale Mozzanica | Totale Mozzanica | Totale Mozzanica | 96         | 86         |                 | 20              | 23              | -                    | -                    | -                    | -           | -           | -           | 116    | 109    |
| 2017-2018        | Brescia          | A                | 22+1       | 21         | CI              | 7               | 6               | UWCL                 | 4                    | 0                    | SI          | 1           | 0           | 35     | 27     |
| 2018-2019        | Milan            | A                | 21         | 21         | CI              | 5               | 1               | -                    | -                    | -                    | -           | -           | -           | 26     | 22     |
| 2019-2020        | Milan            | A                | 15         | 9          | CI              | 2               | 0               | -                    | -                    | -                    | -           | -           | -           | 17     | 9      |
| 2020-2021        | Milan            | A                | 21         | 18         | CI              | 7               | 5               | -                    | -                    | -                    | SI          | 1           | 1           | 29     | 24     |
| 2021-gen. 2022   | Milan            | A                | 11         | 7          | CI              | 1               | 1               | UWCL                 | 2                    | 2                    | SI          | -           | -           | 14     | 10     |
| Totale Milan     | Totale Milan     | Totale Milan     | 68         | 55         |                 | 15              | 7               |                      | 2                    | 2                    |             | 1           | 1           | 86     | 65     |
| gen.-giu. 2022   | Fiorentina       | A                | 7          | 3          | CI              | 2               | 0               | -                    | -                    | -                    | -           | -           | -           | 9      | 3      |
| 2022-2023        | Roma             | A                | 25         | 13         | CI              | 6               | 2               | UWCL                 | 12                   | 4                    | SI          | 1           | 1           | 44     | 20     |
| 2023-2024        | Roma             | A                | 26         | 12         | CI              | 5               | 1               | UWCL                 | 8                    | 5                    | SI          | 1           | 0           | 40     | 18     |
| 2024-2025        | Roma             | A                | 24         | 6          | CI              | 3               | 2               | UWCL                 | 8                    | 4                    | SI          | 1           | 1           | 36     | 13     |
| Totale Roma      | Totale Roma      | Totale Roma      | 75         | 31         |                 | 14              | 5               |                      | 28                   | 13                   |             | 3           | 2           | 120    | 51     |
| Totale carriera  | Totale carriera  | Totale carriera  | 360        | 251        |                 | 67              | 46              |                      | 34                   | 15                   |             | 5           | 3           | 466    | 315    |

### Cronologia presenze e reti in nazionale
| Cronologia completa delle presenze e delle reti in nazionale ― Italia | Cronologia completa delle presenze e delle reti in nazionale ― Italia | Cronologia completa delle presenze e delle reti in nazionale ― Italia | Cronologia completa delle presenze e delle reti in nazionale ― Italia | Cronologia completa delle presenze e delle reti in nazionale ― Italia | Cronologia completa delle presenze e delle reti in nazionale ― Italia | Cronologia completa delle presenze e delle reti in nazionale ― Italia | Cronologia completa delle presenze e delle reti in nazionale ― Italia |
| Data                                                                  | Città                                                                 | In casa                                                               | Risultato                                                             | Ospiti                                                                | Competizione                                                          | Reti                                                                  | Note                                                                  |
| --------------------------------------------------------------------- | --------------------------------------------------------------------- | --------------------------------------------------------------------- | --------------------------------------------------------------------- | --------------------------------------------------------------------- | --------------------------------------------------------------------- | --------------------------------------------------------------------- | --------------------------------------------------------------------- |
| 9-3-2015                                                              | Nicosia                                                               | Italia                                                                | 0 – 1                                                                 | Canada                                                                | Cyprus Cup 2015 - 1º turno                                            | -                                                                     | 76’                                                                   |
| 11-3-2015                                                             | Larnaca                                                               | Italia                                                                | 2 – 3                                                                 | Messico                                                               | Cyprus Cup 2015 - finale 3º/4º posto                                  | -                                                                     | 90’                                                                   |
| 28-5-2015                                                             | Nagano                                                                | Giappone                                                              | 1 – 0                                                                 | Italia                                                                | Amichevole                                                            | -                                                                     | 74’                                                                   |
| 18-9-2015                                                             | La Spezia                                                             | Italia                                                                | 6 – 1                                                                 | Georgia                                                               | Qual. Euro 2017                                                       | -                                                                     | 70’                                                                   |
| 24-10-2015                                                            | Cesena                                                                | Italia                                                                | 0 – 3                                                                 | Svizzera                                                              | Qual. Euro 2017                                                       | -                                                                     | 77’                                                                   |
| 3-12-2015                                                             | Guiyang                                                               | Cina                                                                  | 1 – 1                                                                 | Italia                                                                | Amichevole                                                            | -                                                                     | 62’                                                                   |
| 6-12-2015                                                             | Qujing                                                                | Cina                                                                  | 2 – 0                                                                 | Italia                                                                | Amichevole                                                            | -                                                                     | 85’                                                                   |
| 2-3-2016                                                              | Dherynia                                                              | Ungheria                                                              | 0 – 2                                                                 | Italia                                                                | Cyprus Cup 2016 - 1º turno                                            | -                                                                     | 75’                                                                   |
| 4-3-2016                                                              | Larnaca                                                               | Italia                                                                | 1 – 1                                                                 | Irlanda                                                               | Cyprus Cup 2016 - 1º turno                                            | -                                                                     | 65’                                                                   |
| 9-3-2016                                                              | Larnaca                                                               | Italia                                                                | 3 – 1                                                                 | Rep. Ceca                                                             | Cyprus Cup 2016 - finale 3º/4º posto                                  | -                                                                     | 46’                                                                   |
| 19-9-2017                                                             | Cluj-Napoca                                                           | Romania                                                               | 0 – 1                                                                 | Italia                                                                | Qual. Mondiali 2019                                                   | -                                                                     | 75’                                                                   |
| 28-11-2017                                                            | Estoril                                                               | Portogallo                                                            | 0 – 1                                                                 | Italia                                                                | Qual. Mondiali 2019                                                   | -                                                                     | 89’                                                                   |
| 20-1-2018                                                             | Marsiglia                                                             | Francia                                                               | 1 – 1                                                                 | Italia                                                                | Amichevole                                                            | -                                                                     | 64’                                                                   |
| 28-2-2018                                                             | Larnaca                                                               | Italia                                                                | 3 – 0                                                                 | Svizzera                                                              | Cyprus Cup 2018 - 1º turno                                            | -                                                                     | 63’                                                                   |
| 2-3-2018                                                              | Larnaca                                                               | Italia                                                                | 3 – 0                                                                 | Galles                                                                | Cyprus Cup 2018 - 1º turno                                            | -                                                                     |                                                                       |
| 5-3-2018                                                              | Larnaca                                                               | Italia                                                                | 2 – 2                                                                 | Finlandia                                                             | Cyprus Cup 2018 - 1º turno                                            | 1                                                                     |                                                                       |
| 7-3-2018                                                              | Larnaca                                                               | Spagna                                                                | 2 – 0                                                                 | Italia                                                                | Cyprus Cup 2018 - finale 1º/2º posto                                  | -                                                                     | 18’ 82’                                                               |
| 6-4-2018                                                              | Vadul lui Vodă                                                        | Moldavia                                                              | 1 – 3                                                                 | Italia                                                                | Qual. Mondiali 2019                                                   | 1                                                                     |                                                                       |
| 4-9-2018                                                              | Lovanio                                                               | Belgio                                                                | 2 – 1                                                                 | Italia                                                                | Qual. Mondiali 2019                                                   | -                                                                     | 46’                                                                   |
| 9-10-2018                                                             | Cremona                                                               | Italia                                                                | 1 – 0                                                                 | Svezia                                                                | Amichevole                                                            | -                                                                     | 80’                                                                   |
| 10-11-2018                                                            | Osnabrück                                                             | Germania                                                              | 5 – 2                                                                 | Italia                                                                | Amichevole                                                            | -                                                                     | 71’                                                                   |
| 18-1-2019                                                             | Empoli                                                                | Italia                                                                | 2 – 1                                                                 | Cile                                                                  | Amichevole                                                            | -                                                                     | 90+4’                                                                 |
| 27-2-2019                                                             | Larnaca                                                               | Messico                                                               | 0 – 5                                                                 | Italia                                                                | Cyprus Cup 2019 - 1º turno                                            | 2                                                                     |                                                                       |
| 1-3-2019                                                              | Larnaca                                                               | Ungheria                                                              | 0 – 3                                                                 | Italia                                                                | Cyprus Cup 2019 - 1º turno                                            | 2                                                                     | 46’                                                                   |
| 5-4-2019                                                              | Lublino                                                               | Polonia                                                               | 1 – 1                                                                 | Italia                                                                | Amichevole                                                            | -                                                                     | 62’                                                                   |
| 29-5-2019                                                             | Ferrara                                                               | Italia                                                                | 3 – 1                                                                 | Svizzera                                                              | Amichevole                                                            | -                                                                     | 66’                                                                   |
| 9-6-2019                                                              | Valenciennes                                                          | Australia                                                             | 1 – 2                                                                 | Italia                                                                | Mondiali 2019 - 1º turno                                              | -                                                                     | 77’                                                                   |
| 14-6-2019                                                             | Reims                                                                 | Giamaica                                                              | 0 – 5                                                                 | Italia                                                                | Mondiali 2019 - 1º turno                                              | -                                                                     | 72’                                                                   |
| 18-6-2019                                                             | Valenciennes                                                          | Italia                                                                | 0 – 1                                                                 | Brasile                                                               | Mondiali 2019 - 1º turno                                              | -                                                                     | 63’                                                                   |
| 25-6-2019                                                             | Montpellier                                                           | Italia                                                                | 2 – 0                                                                 | Cina                                                                  | Mondiali 2019 - Ottavi di finale                                      | 1                                                                     |                                                                       |
| 29-6-2019                                                             | Valenciennes                                                          | Italia                                                                | 0 – 2                                                                 | Paesi Bassi                                                           | Mondiali 2019 - Quarti di finale                                      | -                                                                     |                                                                       |
| 29-8-2019                                                             | Ramat Gan                                                             | Israele                                                               | 2 – 3                                                                 | Italia                                                                | Qual. Euro 2022                                                       | 1                                                                     | 81’                                                                   |
| 3-9-2019                                                              | Tbilisi                                                               | Georgia                                                               | 0 – 1                                                                 | Italia                                                                | Qual. Euro 2022                                                       | -                                                                     |                                                                       |
| 4-10-2019                                                             | Ta' Qali                                                              | Malta                                                                 | 0 – 2                                                                 | Italia                                                                | Qual. Euro 2022                                                       | -                                                                     |                                                                       |
| 8-10-2019                                                             | Palermo                                                               | Italia                                                                | 2 – 0                                                                 | Bosnia ed Erzegovina                                                  | Qual. Euro 2022                                                       | -                                                                     | 85’                                                                   |
| 22-9-2020                                                             | Zenica                                                                | Bosnia ed Erzegovina                                                  | 0 – 5                                                                 | Italia                                                                | Qual. Euro 2022                                                       | -                                                                     | 56’                                                                   |
| 27-10-2020                                                            | Empoli                                                                | Italia                                                                | 1 – 3                                                                 | Danimarca                                                             | Qual. Euro 2022                                                       | 1                                                                     | 81’ 85’                                                               |
| 1-12-2020                                                             | Viborg                                                                | Danimarca                                                             | 0 – 0                                                                 | Italia                                                                | Qual. Euro 2022                                                       | -                                                                     | 90’                                                                   |
| 24-2-2021                                                             | Firenze                                                               | Italia                                                                | 12 – 0                                                                | Israele                                                               | Qual. Euro 2022                                                       | 2                                                                     |                                                                       |
| 13-4-2021                                                             | Firenze                                                               | Italia                                                                | 1 – 1                                                                 | Islanda                                                               | Amichevole                                                            | 1                                                                     |                                                                       |
| 10-6-2021                                                             | Ferrara                                                               | Italia                                                                | 1 – 0                                                                 | Paesi Bassi                                                           | Amichevole                                                            | -                                                                     | 60’                                                                   |
| 17-9-2021                                                             | Trieste                                                               | Italia                                                                | 3 – 0                                                                 | Moldavia                                                              | Qual. Mondiali 2023                                                   | 1                                                                     |                                                                       |
| 21-9-2021                                                             | Karlovac                                                              | Croazia                                                               | 0 – 5                                                                 | Italia                                                                | Qual. Mondiali 2023                                                   | 2                                                                     | 66’                                                                   |
| 22-10-2021                                                            | Castel di Sangro                                                      | Italia                                                                | 3 – 0                                                                 | Croazia                                                               | Qual. Mondiali 2023                                                   | -                                                                     | 68’                                                                   |
| 26-10-2021                                                            | Vilnius                                                               | Lituania                                                              | 0 – 5                                                                 | Italia                                                                | Qual. Mondiali 2023                                                   | 1                                                                     | 67’                                                                   |
| 26-11-2021                                                            | Palermo                                                               | Italia                                                                | 1 – 2                                                                 | Svizzera                                                              | Qual. Mondiali 2023                                                   | -                                                                     | 87’                                                                   |
| 30-11-2021                                                            | Mogoșoaia                                                             | Romania                                                               | 0 – 5                                                                 | Italia                                                                | Qual. Mondiali 2023                                                   | -                                                                     | 66’                                                                   |
| 20-2-2022                                                             | Faro                                                                  | Italia                                                                | 2 – 1                                                                 | Norvegia                                                              | Algarve Cup 2022 - 1º turno                                           | 1                                                                     |                                                                       |
| 23-2-2022                                                             | Lagos                                                                 | Svezia                                                                | 1 – 1 (6 - 5 dtr)                                                     | Italia                                                                | Algarve Cup 2022 - Finale                                             | 1                                                                     | 56’                                                                   |
| 1-7-2022                                                              | Castel di Sangro                                                      | Italia                                                                | 1 – 1                                                                 | Spagna                                                                | Amichevole                                                            | -                                                                     | 46’                                                                   |
| 10-7-2022                                                             | Rotherham                                                             | Francia                                                               | 5 – 1                                                                 | Italia                                                                | Euro 2022 - Fase a gironi                                             | -                                                                     | 58’                                                                   |
| 14-7-2022                                                             | Manchester                                                            | Italia                                                                | 1 – 1                                                                 | Islanda                                                               | Euro 2022 - Fase a gironi                                             | -                                                                     | 85’                                                                   |
| 18-7-2022                                                             | Manchester                                                            | Italia                                                                | 0 – 1                                                                 | Belgio                                                                | Euro 2022 - Fase a gironi                                             | -                                                                     | 68’                                                                   |
| 2-9-2022                                                              | Chișinău                                                              | Moldavia                                                              | 0 – 8                                                                 | Italia                                                                | Qual. Mondiali 2023                                                   | 2                                                                     |                                                                       |
| 6-9-2022                                                              | Ferrara                                                               | Italia                                                                | 2 – 0                                                                 | Romania                                                               | Qual. Mondiali 2023                                                   | 1                                                                     |                                                                       |
| 10-10-2022                                                            | Genova                                                                | Italia                                                                | 0 – 1                                                                 | Brasile                                                               | Amichevole                                                            | -                                                                     | 71’                                                                   |
| 11-11-2022                                                            | Lignano Sabbiadoro                                                    | Italia                                                                | 0 – 1                                                                 | Austria                                                               | Amichevole                                                            | -                                                                     | 82’                                                                   |
| 15-11-2022                                                            | Belfast                                                               | Irlanda del Nord                                                      | 1 – 0                                                                 | Italia                                                                | Amichevole                                                            | -                                                                     | 71’                                                                   |
| 16-2-2023                                                             | Milton Keynes                                                         | Italia                                                                | 1 – 2                                                                 | Belgio                                                                | Arnold Clark Cup 2023                                                 | -                                                                     | 59’ 89’                                                               |
| 19-2-2023                                                             | Coventry                                                              | Inghilterra                                                           | 2 – 1                                                                 | Italia                                                                | Arnold Clark Cup 2023                                                 | -                                                                     |                                                                       |
| 22-2-2023                                                             | Bristol                                                               | Corea del Sud                                                         | 1 – 2                                                                 | Italia                                                                | Arnold Clark Cup 2023                                                 | -                                                                     | 56’                                                                   |
| 11-4-2023                                                             | Roma                                                                  | Italia                                                                | 2 – 1                                                                 | Colombia                                                              | Amichevole                                                            | 1                                                                     | 61’                                                                   |
| 1-7-2023                                                              | Ferrara                                                               | Italia                                                                | 0 – 0                                                                 | Marocco                                                               | Amichevole                                                            | -                                                                     | 46’                                                                   |
| 14-7-2023                                                             | Auckland                                                              | Nuova Zelanda                                                         | 0 – 1                                                                 | Italia                                                                | Amichevole                                                            | 1                                                                     |                                                                       |
| 24-7-2023                                                             | Auckland                                                              | Italia                                                                | 1 – 0                                                                 | Argentina                                                             | Mondiali 2023 - Fase a gironi                                         | -                                                                     | 74’                                                                   |
| 29-7-2023                                                             | Wellington                                                            | Svezia                                                                | 5 – 0                                                                 | Italia                                                                | Mondiali 2023 - Fase a gironi                                         | -                                                                     | 75’                                                                   |
| 2-8-2023                                                              | Wellington                                                            | Sudafrica                                                             | 3 – 2                                                                 | Italia                                                                | Mondiali 2023 - Fase a gironi                                         | -                                                                     |                                                                       |
| 22-9-2023                                                             | San Gallo                                                             | Svizzera                                                              | 0 – 1                                                                 | Italia                                                                | UEFA Women's Nations League 2023-2024 - Fase a gironi                 | -                                                                     | 86’                                                                   |
| 26-9-2023                                                             | Castel di Sangro                                                      | Italia                                                                | 0 – 1                                                                 | Svezia                                                                | UEFA Women's Nations League 2023-2024 - Fase a gironi                 | -                                                                     | 69’                                                                   |
| 27-10-2023                                                            | Salerno                                                               | Italia                                                                | 0 – 1                                                                 | Spagna                                                                | UEFA Women's Nations League 2023-2024 - Fase a gironi                 | -                                                                     | 90’                                                                   |
| 31-10-2023                                                            | Malmö                                                                 | Svezia                                                                | 1 – 1                                                                 | Italia                                                                | UEFA Women's Nations League 2023-2024 - Fase a gironi                 | 1                                                                     | 81’                                                                   |
| 1-12-2023                                                             | Pontevedra                                                            | Spagna                                                                | 2 – 3                                                                 | Italia                                                                | UEFA Women's Nations League 2023-2024 - Fase a gironi                 | 1                                                                     | 54’                                                                   |
| 5-12-2023                                                             | Parma                                                                 | Italia                                                                | 3 – 0                                                                 | Svizzera                                                              | UEFA Women's Nations League 2023-2024 - Fase a gironi                 | -                                                                     | 58’                                                                   |
| 5-4-2024                                                              | Cosenza                                                               | Italia                                                                | 2 – 0                                                                 | Paesi Bassi                                                           | Qual. Euro 2025                                                       | 1                                                                     | 81’                                                                   |
| 9-4-2024                                                              | Helsinki                                                              | Finlandia                                                             | 2 – 1                                                                 | Italia                                                                | Qual. Euro 2025                                                       | -                                                                     | 60’                                                                   |
| 31-5-2024                                                             | Oslo                                                                  | Norvegia                                                              | 0 – 0                                                                 | Italia                                                                | Qual. Euro 2025                                                       | -                                                                     |                                                                       |
| 4-6-2024                                                              | Ferrara                                                               | Italia                                                                | 1 – 1                                                                 | Norvegia                                                              | Qual. Euro 2025                                                       | -                                                                     | 84’                                                                   |
| 12-7-2024                                                             | Sittard                                                               | Paesi Bassi                                                           | 0 – 0                                                                 | Italia                                                                | Qual. Euro 2025                                                       | -                                                                     | 71’                                                                   |
| 16-7-2024                                                             | Bolzano                                                               | Italia                                                                | 4 – 0                                                                 | Finlandia                                                             | Qual. Euro 2025                                                       | -                                                                     | 65’                                                                   |
| 25-10-2024                                                            | Roma                                                                  | Italia                                                                | 5 – 0                                                                 | Malta                                                                 | Amichevole                                                            | -                                                                     | 62’                                                                   |
| 29-10-2024                                                            | Vicenza                                                               | Italia                                                                | 1 – 1                                                                 | Spagna                                                                | Amichevole                                                            | -                                                                     | 66’                                                                   |
| 2-12-2024                                                             | Bochum                                                                | Germania                                                              | 1 – 2                                                                 | Italia                                                                | Amichevole                                                            | -                                                                     | 89’                                                                   |
| 25-2-2025                                                             | La Spezia                                                             | Italia                                                                | 1 – 3                                                                 | Danimarca                                                             | UEFA Women's Nations League 2025 - Fase a gironi                      | -                                                                     | 59’                                                                   |
| 3-6-2025                                                              | Swansea                                                               | Galles                                                                | 1 – 4                                                                 | Italia                                                                | UEFA Women's Nations League 2025 - Fase a gironi                      | -                                                                     | 46’                                                                   |
| Totale                                                                |                                                                       | Presenze                                                              | 85                                                                    |                                                                       | Reti                                                                  | 26                                                                    |                                                                       |

| Cronologia completa delle presenze e delle reti in nazionale ― Italia under 19 | Cronologia completa delle presenze e delle reti in nazionale ― Italia under 19 | Cronologia completa delle presenze e delle reti in nazionale ― Italia under 19 | Cronologia completa delle presenze e delle reti in nazionale ― Italia under 19 | Cronologia completa delle presenze e delle reti in nazionale ― Italia under 19 | Cronologia completa delle presenze e delle reti in nazionale ― Italia under 19 | Cronologia completa delle presenze e delle reti in nazionale ― Italia under 19 | Cronologia completa delle presenze e delle reti in nazionale ― Italia under 19 |
| Data                                                                           | Città                                                                          | In casa                                                                        | Risultato                                                                      | Ospiti                                                                         | Competizione                                                                   | Reti                                                                           | Note                                                                           |
| ------------------------------------------------------------------------------ | ------------------------------------------------------------------------------ | ------------------------------------------------------------------------------ | ------------------------------------------------------------------------------ | ------------------------------------------------------------------------------ | ------------------------------------------------------------------------------ | ------------------------------------------------------------------------------ | ------------------------------------------------------------------------------ |
| 20-10-2012                                                                     | Lindabrunn                                                                     | Italia under 19                                                                | 6 – 0                                                                          | Kazakistan under 19                                                            | Qual. Europeo under 19 2013                                                    | 1                                                                              |                                                                                |
| 22-10-2012                                                                     | Lindabrunn                                                                     | Grecia under 19                                                                | 1 – 1                                                                          | Italia under 19                                                                | Qual. Europeo under 19 2013                                                    | -                                                                              |                                                                                |
| 25-10-2012                                                                     | Gloggnitz                                                                      | Italia under 19                                                                | 3 – 0                                                                          | Austria under 19                                                               | Qual. Europeo under 19 2013                                                    | 1                                                                              |                                                                                |
| 4-4-2013                                                                       | Delft                                                                          | Irlanda under 19                                                               | 1 – 0                                                                          | Italia under 19                                                                | Qual. Europeo under 19 2013                                                    | 1                                                                              |                                                                                |
| 6-4-2013                                                                       | 's-Gravenzande                                                                 | Italia under 19                                                                | 2 – 2                                                                          | Svezia under 19                                                                | Qual. Europeo under 19 2013                                                    | 1                                                                              |                                                                                |
| Totale                                                                         |                                                                                | Presenze                                                                       | 5                                                                              |                                                                                | Reti                                                                           | 4                                                                              |                                                                                |

| Cronologia completa delle presenze e delle reti in nazionale ― Italia under 17 | Cronologia completa delle presenze e delle reti in nazionale ― Italia under 17 | Cronologia completa delle presenze e delle reti in nazionale ― Italia under 17 | Cronologia completa delle presenze e delle reti in nazionale ― Italia under 17 | Cronologia completa delle presenze e delle reti in nazionale ― Italia under 17 | Cronologia completa delle presenze e delle reti in nazionale ― Italia under 17 | Cronologia completa delle presenze e delle reti in nazionale ― Italia under 17 | Cronologia completa delle presenze e delle reti in nazionale ― Italia under 17 |
| Data                                                                           | Città                                                                          | In casa                                                                        | Risultato                                                                      | Ospiti                                                                         | Competizione                                                                   | Reti                                                                           | Note                                                                           |
| ------------------------------------------------------------------------------ | ------------------------------------------------------------------------------ | ------------------------------------------------------------------------------ | ------------------------------------------------------------------------------ | ------------------------------------------------------------------------------ | ------------------------------------------------------------------------------ | ------------------------------------------------------------------------------ | ------------------------------------------------------------------------------ |
| 20-9-2010                                                                      | Teteven                                                                        | Italia under 17                                                                | 4 – 0                                                                          | Bulgaria under 17                                                              | Qual. Europeo under 17 2011                                                    | 2                                                                              |                                                                                |
| 22-9-2010                                                                      | Pravec                                                                         | Italia under 17                                                                | 7 – 0                                                                          | Lituania under 17                                                              | Qual. Europeo under 17 2011                                                    | 3                                                                              |                                                                                |
| 25-9-2010                                                                      | Pravec                                                                         | Islanda under 17                                                               | 5 – 1                                                                          | Italia under 17                                                                | Qual. Europeo under 17 2011                                                    | 1                                                                              |                                                                                |
| 9-4-2011                                                                       | Zruč-Senec                                                                     | Rep. Ceca under 17                                                             | 1 – 1                                                                          | Italia under 17                                                                | Qual. Europeo under 17 2011                                                    | -                                                                              |                                                                                |
| 11-4-2011                                                                      | Rokycany                                                                       | Spagna under 17                                                                | 6 – 1                                                                          | Italia under 17                                                                | Qual. Europeo under 17 2011                                                    | -                                                                              |                                                                                |
| 14-4-2011                                                                      | Rokycany                                                                       | Italia under 17                                                                | 0 – 1                                                                          | Belgio under 17                                                                | Qual. Europeo under 17 2011                                                    | -                                                                              |                                                                                |
| Totale                                                                         |                                                                                | Presenze                                                                       | 6                                                                              |                                                                                | Reti                                                                           | 6                                                                              |                                                                                |

## Palmarès

### Club
- Campionato dello stato di Washington: 1

Seattle: 2013
- Evergreen Cup: 1

Seattle: 2013
- Supercoppa italiana: 3

Brescia: 2017
Roma: 2022, 2024
- Campionato italiano: 2

Roma: 2022-2023, 2023-2024
- Coppa Italia: 1

Roma: 2023-2024

### Individuale
- Capocannoniere della Serie A: 3

2015-2016 (32 reti), 2017-2018 (21 reti), 2018-2019 (21 reti)
- Gran Galà del calcio AIC: 1

Squadra dell'anno: 2019
- Inserita nella Hall of Fame del calcio italiano nella categoria Calciatrice italiana (2023)